# Skałki Twardowskiego
Skałki Twardowskiego – park miejski w Krakowie, będący fragmentem Lasów Miejskich Krakowa, usytuowany na wzgórzu zrębowym Krzemionki Zakrzowskie (zwanym też Zakrzówkiem), w prawobrzeżnej części Krakowa, w dzielnicy VIII, na Dębnikach.
Znajduje się w odległości około 3 km od centrum miasta, pomiędzy ulicami Tyniecką, Norymberską i Zielną. Wchodzi w skład Bielańsko-Tynieckiego Parku Krajobrazowego. Ma powierzchnię 34 ha, jest terenem rekreacyjnym i unikalną ostoją przyrody w mieście. Geograficznie znajduje się w mezoregionie Pomost Krakowski, będącym częścią Bramy Krakowskiej.
Nazwa Skałek Twardowskiego pochodzi od legendy, według której czarnoksiężnik Pan Twardowski w tym miejscu miał mieć swoją pracownię. Pewnego dnia, jego laboratorium wybuchło i na tym to miejscu powstały skałki.

## Budowa geologiczna i rzeźba terenu
Obszar znajduje się na wysokości 200–230 m n.p.m. Jest to jeden z siedmiu zrębów, występujących na terenie Krakowa. Powstał w wyniku ruchów tektonicznych w trzeciorzędzie. Budują go wapienie, powstałe w ciepłym morzu późnojurajskim (oksford). Mają one miąższość do 230 m i są to wapienie płytowe uławicone, rzadziej wapienie skaliste i kredowate. Licznie występują w nich konkrecje krzemionkowe. Miejscami, wśród wapieni jurajskich występują wapienie z okresu turon i margle senonu. Pomiędzy zrębami znajdują się rowy tektoniczne, wypełnione utworami miocenu, w czwartorzędzie przykryte żwirami, piaskami, lessami i aluwiami. Niektóre z aluwiów łączą się hydraulicznie z wodami Wisły. We wschodniej części zrębu, wśród zachowanych płatów wapieni turońskich, występują liczne ziarna kwarcu, tworzące na powierzchni „wcistki”. W wapieniach miejscami można dostrzec ślady drążenia ich powierzchni przez jeżowce.
Występują też formy krasowe – liczne leje krasowe, o głębokości 1–2 m, jaskinie i schroniska. Największa z jaskiń to Jaskinia Twardowskiego. W 2019 roku grotołazi zbadali i udrożnili jej korytarze, o łącznej długości 500 m. Pozostałe jaskinie i schroniska to: Jaskinia Jasna, Jaskinia Koguta, Jaskinia Musza, Jaskinia Niska, Jaskinia pod Nyżą, Jaskinia przed Problemówką, Jaskinia Pychowicka, Jaskinia w Anastomozach, Jaskinia z Kulkami, Kawerna Magazyn, Okienko Zbójnickie, Rurka, Schronisko nad Sadystówką, Schronisko obok Anastomozów, Tunel w Pychowicach, Wywiew.

## Aktualny stan zagospodarowania Zakrzówka
Formami stworzonymi w wyniku działalności ludzkiej na Skałkach Twardowskiego są:
- nieczynne kamieniołomy: Łom Bergera, Skałki Twardowskiego, Kapelanka i Zakrzówek. Dawniej eksploatowano w nich wapienie dla potrzeb budownictwa, później do budowy dróg i do wapienników, wreszcie dla zakładów produkujących sodę[6].
- Zalew Zakrzówek – powstał w wyniku wypełnienia wodą deszczową wyrobiska po funkcjonującym tu wcześniej kamieniołomie. Ma dużą głębokość i przejrzystą wodę, dzięki czemu doskonale nadaje się do nurkowania,
- wały przeciwpowodziowe, usypane w XIX wieku, ciągną się – bez przerw – wzdłuż brzegów rzeki,
- pozostałości wybudowanej przez Austriaków Twierdzy Kraków, m.in. szaniec FS-29[7], Kawerna Magazyn[5].

Zachodnią część wzgórza zagospodarowano, tworząc jeden z najładniejszych parków w Krakowie. Wykonano m.in. asfaltową alejkę, sieć szutrowych ścieżek, posadzono drzewa, zamontowano wiaty, ławki i kosze na śmieci. Z kilku punktów widokowych na wzgórzu i skałach widoczne jest Stare Miasto, Pasmo Sowińca z Kopcem Kościuszki i Kopcem Piłsudskiego. Realizowany jest dwuletni plan zagospodarowania Zalewu Zakrzówek, w celu udostępnienia go do rekreacji (dotychczas obowiązuje w nim zakaz kąpieli).

## Przyroda
Mimo wieloletnich przekształceń cywilizacyjnych Skałki Twardowskiego to obszar malowniczy i w dużym stopniu wciąż naturalny. Dominują skały oraz zalew o czystej i przeźroczystej wodzie. Ich otuliną są lasy i polanki. Zwraca uwagę jeden z najlepiej w Krakowie zachowanych płatów murawy kserotermicznej.
Mimo niewielkiej powierzchni opisywanego terenu funkcjonują w jego obrębie zróżnicowane siedliska. Skutkuje to występowaniem różnorodnych zespołów roślinności. Choć przeważa wprowadzona sztucznie na wierzchowinie roślinność parkowa, zachowały się jednak wśród niej płaty roślinności ciepłolubnej i półnaturalne łęgi. Liczna jest też roślinność synantropijna – chwasty oraz rośliny ruderalne, takie jak komosa łopian i bylica. Występuje ponadto wiele innych zbiorowisk roślinnych, m.in. wikliny nadrzeczne, zarośla ciepłolubne, ziołoroślowe łąki ostrożeniowe, murawy kserotermiczne, szuwary właściwe, traworośla trzcinnika piaskowego, ziołorosla żmijowcowo-nostrzykowe, serdecznikowo-mierznicowe, zbiorowiska z nawłociami, nitrofilne ziołorośla nadrzeczne oraz tereny zieleni urządzonej. Duże zróżnicowanie zbiorowisk roślinnych powoduje, że liczny i urozmaicony jest również skład gatunkowy roślin. Wśród nich są cztery gatunki, znajdujące się na Czerwonej liście roślin i grzybów Polski: żabieniec lancetowaty Alisma lanceolatum, turzyca wczesna Carex praecox, kosaciec syberyjski Iris sibirica i sasanka łąkowa Pulsatilla pratensis. Z rzadkich gatunków roślin występują: owsica łąkowa Avenula pratensis, mokrzycznik baldaszkowy Holosteum umbellatum, skalnica trójpalczasta Saxifraga tridactylites, tobołki przerosłe Thlaspi perfoliatum, goździcznik wycięty Petrorhagia prolifera, oczeret Tabernemontana Schoenoplectus tabernaemontani, rdestnica przeszyta Potamogeton perfoliatus, roszpunka bruzdkowana Valerianella rimosa i wiesiołek czerwonokielichowy Oenothera glazioviana.
Ogółem, w 2011 roku, stwierdzono występowanie na terenie zrębu Zakrzówka 579 gatunków roślin naczyniowych, co jak na tak niewielką powierzchnię, jest ilością znaczącą. Wśród nich 448 to gatunki rodzime, 93 to antropofity, 8 pochodzi z przejściowo zdziczałych upraw, 23 były celowo nasadzone przez ludzi, zaś 8 nie posiada jasnego statusu. Nie znaleziono 55 gatunków roślin, dawniej wzmiankowanych na tym terenie przez różnych autorów. Po wschodniej stronie alei Elvisa Presleya rośnie czeremcha zwyczajna, będąca pomnikiem przyrody (co ciekawe, tablica informacyjna w parku podaje, że jest to czeremcha amerykańska).

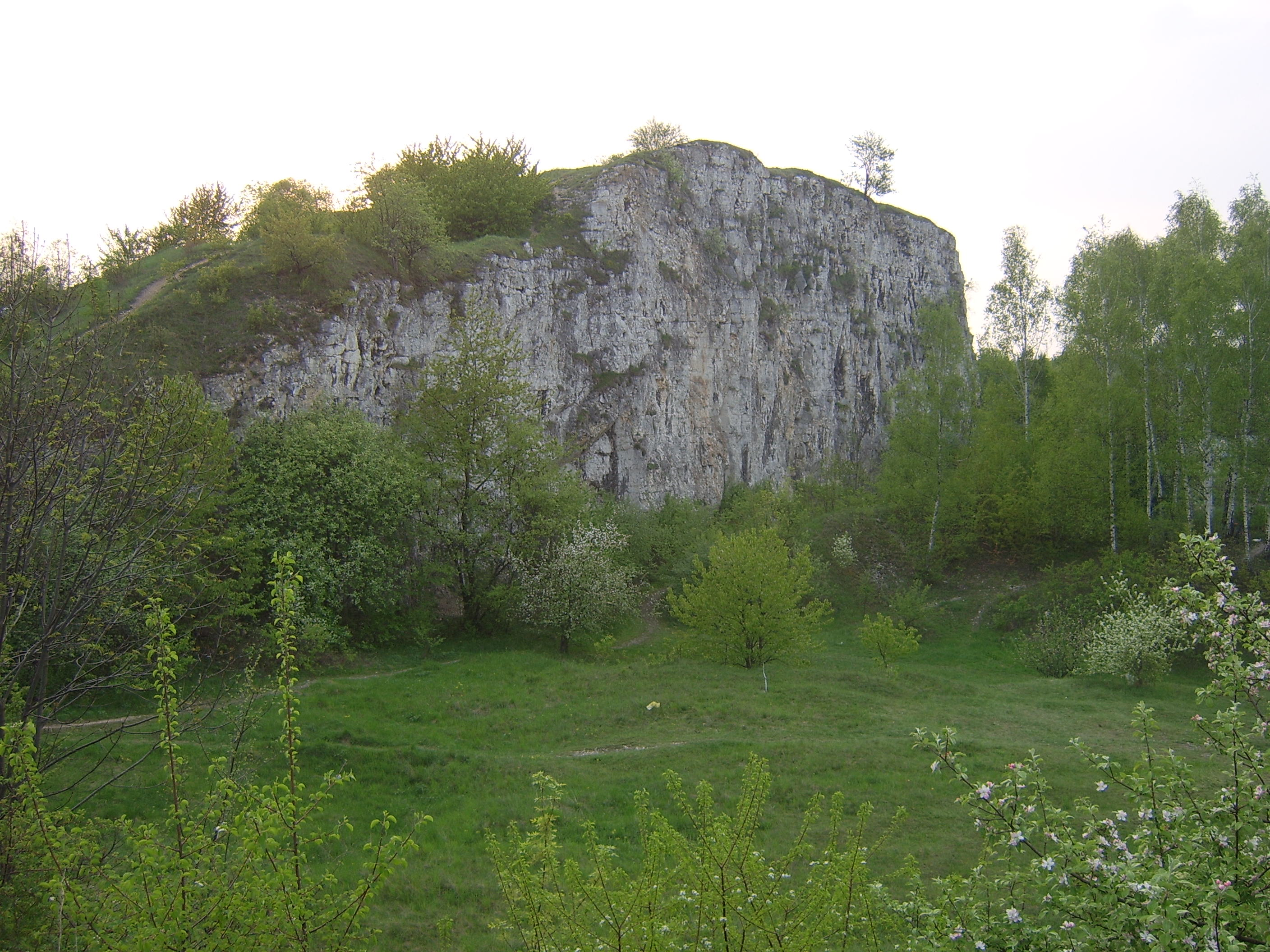
Mur skalny w dawnym kamieniołomie Kapelanka
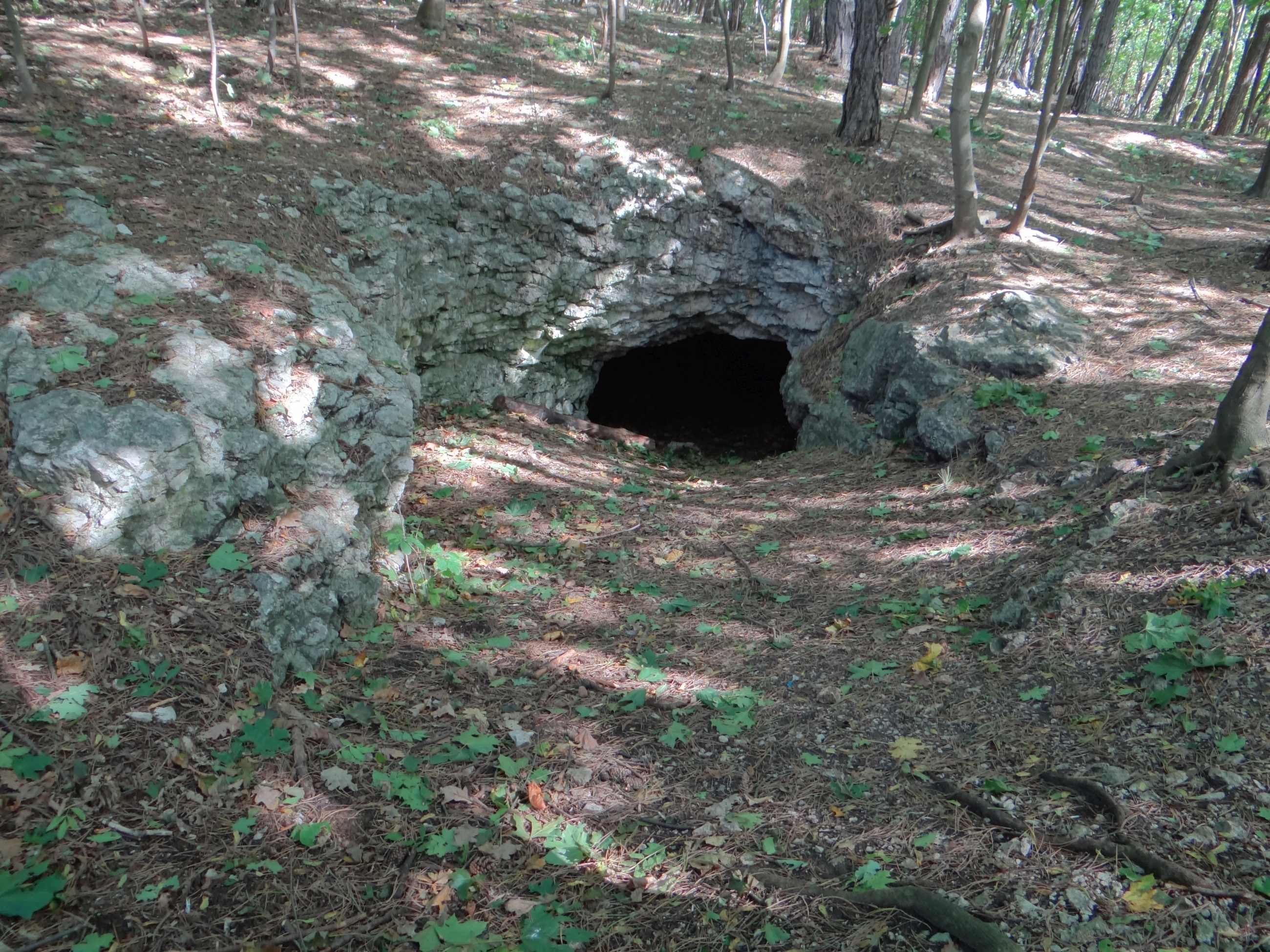
Okienko Zbójnickie
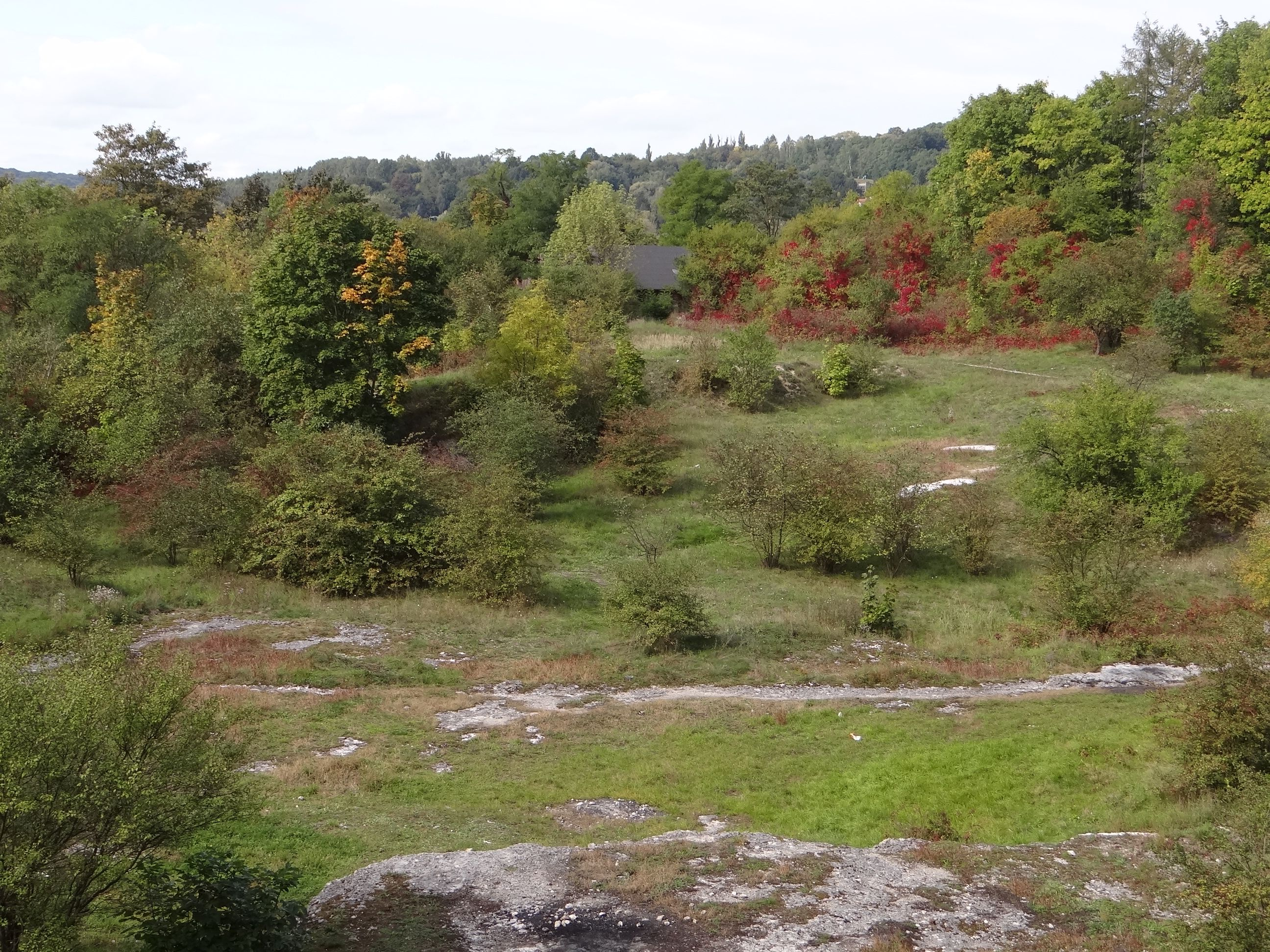
Skałki Twardowskiego (kamieniołom)
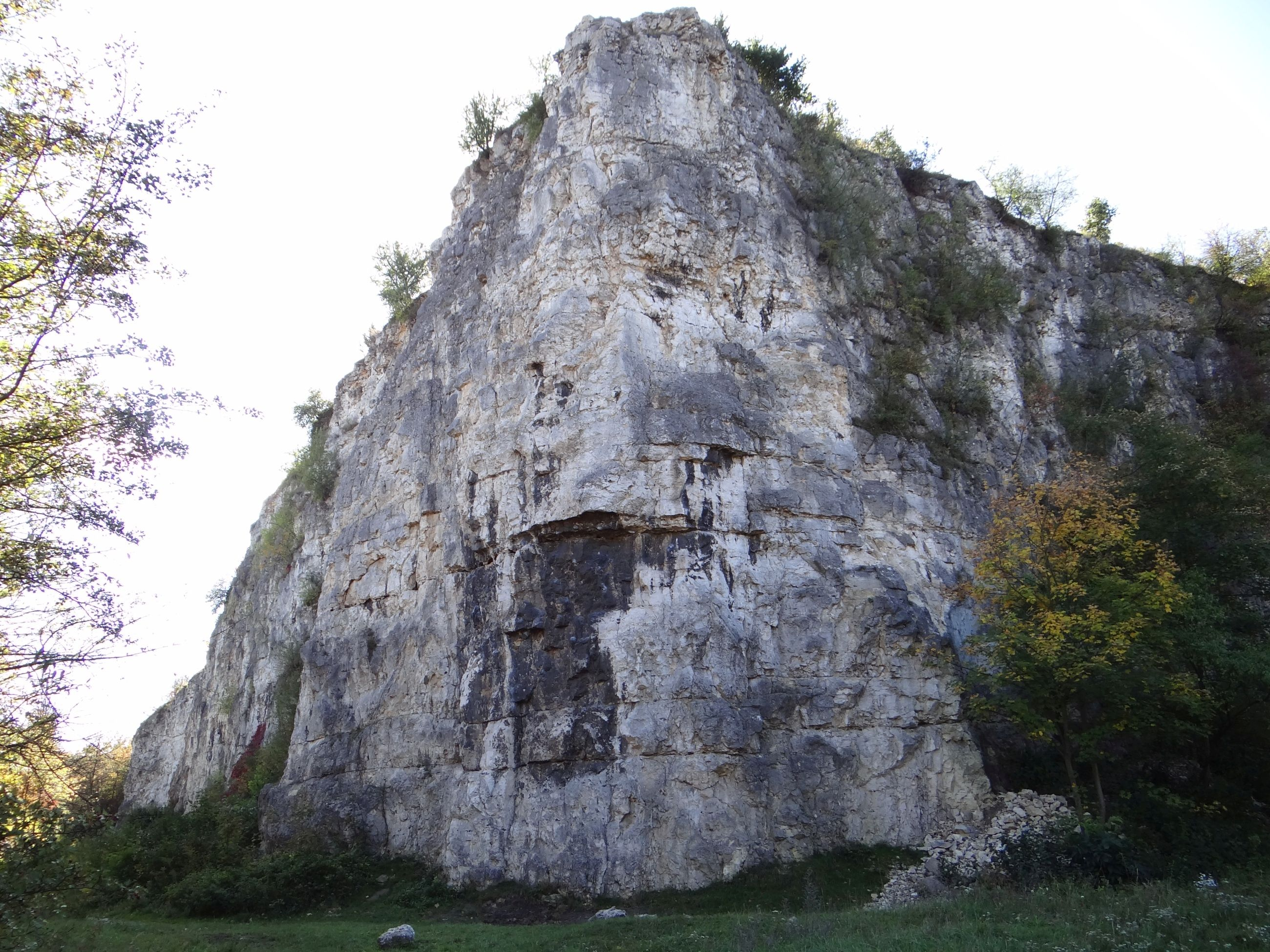
Baba Jaga
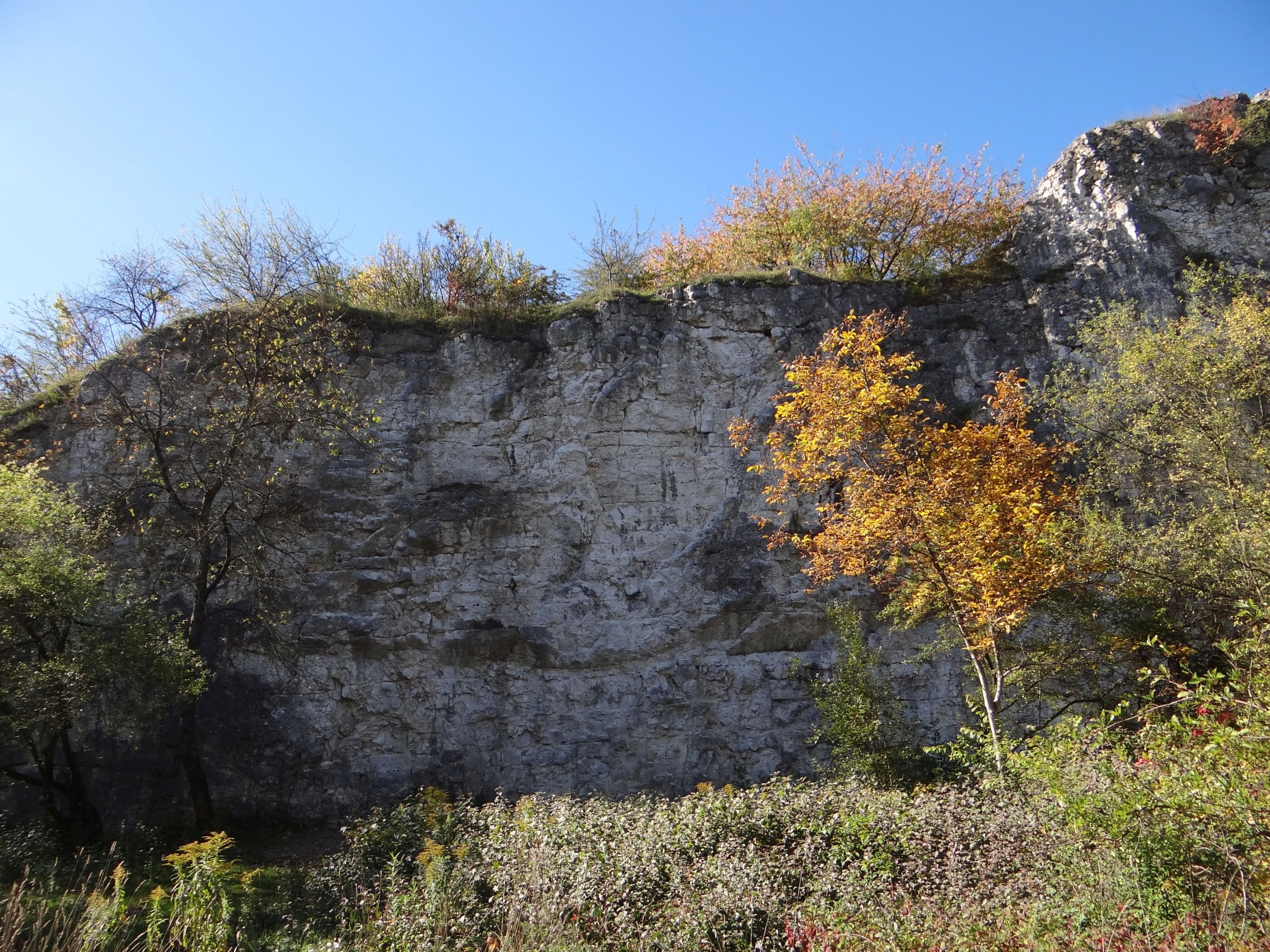
Niski Mur
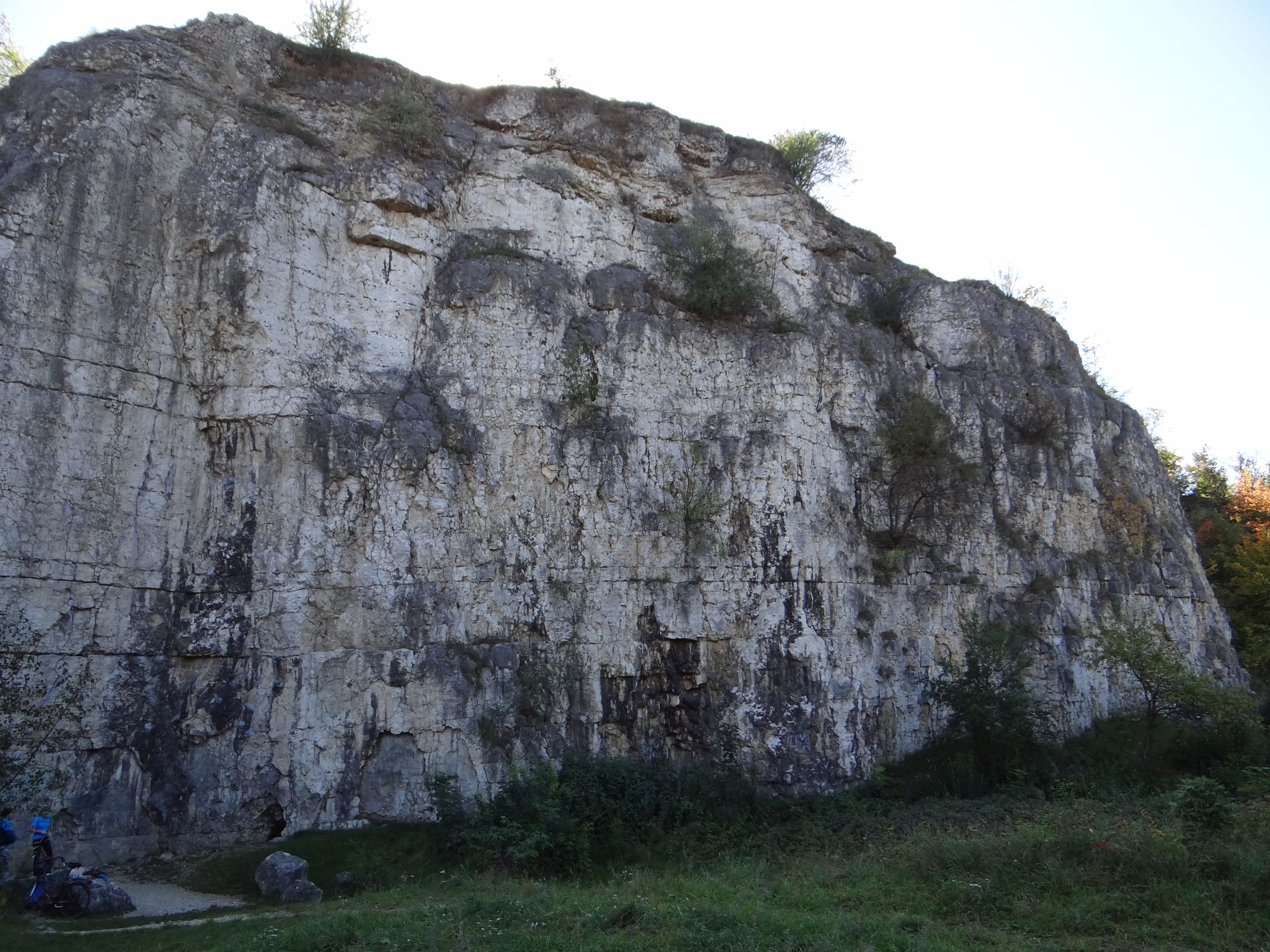
Freney
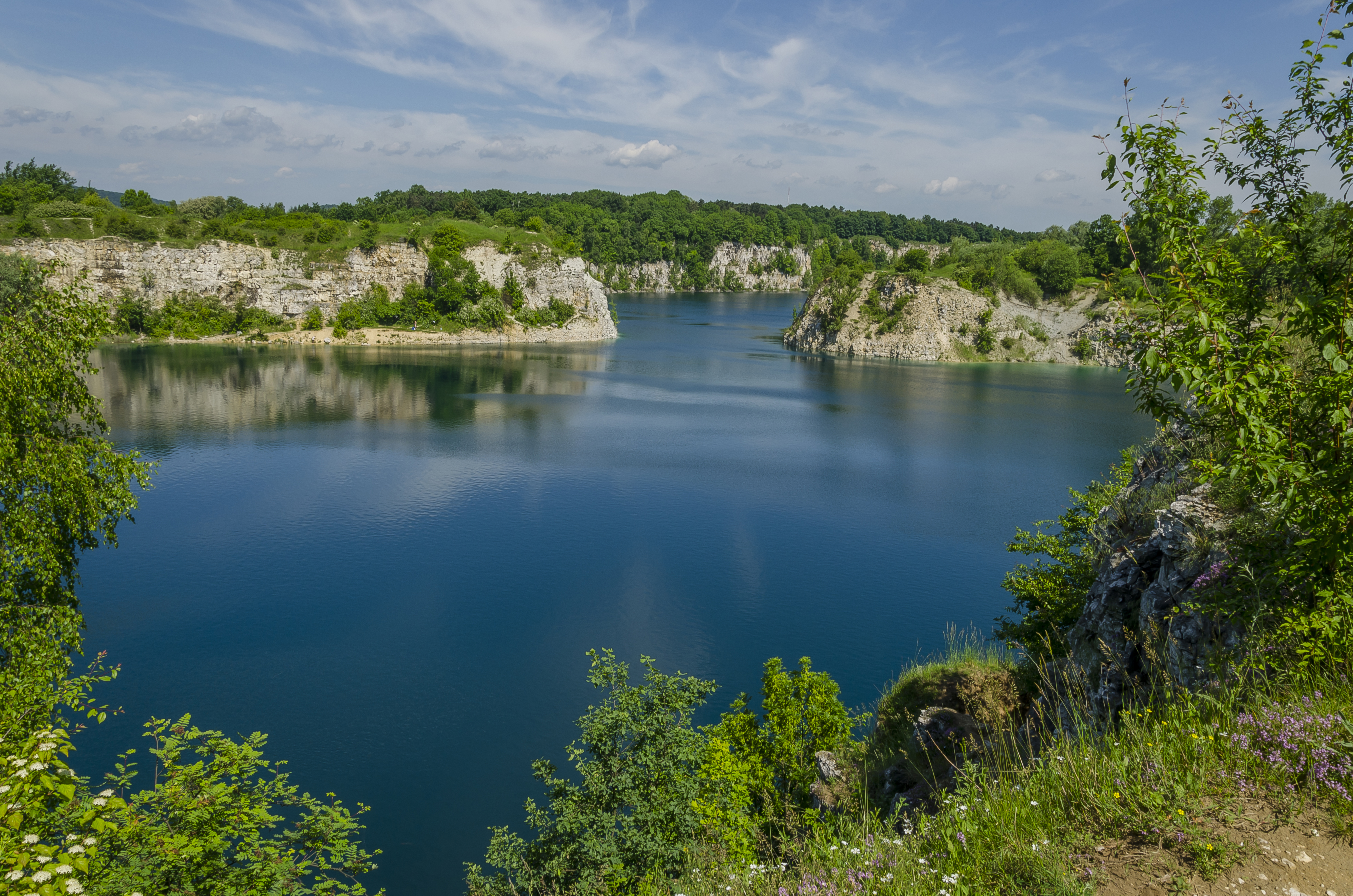
Zalew Zakrzówek
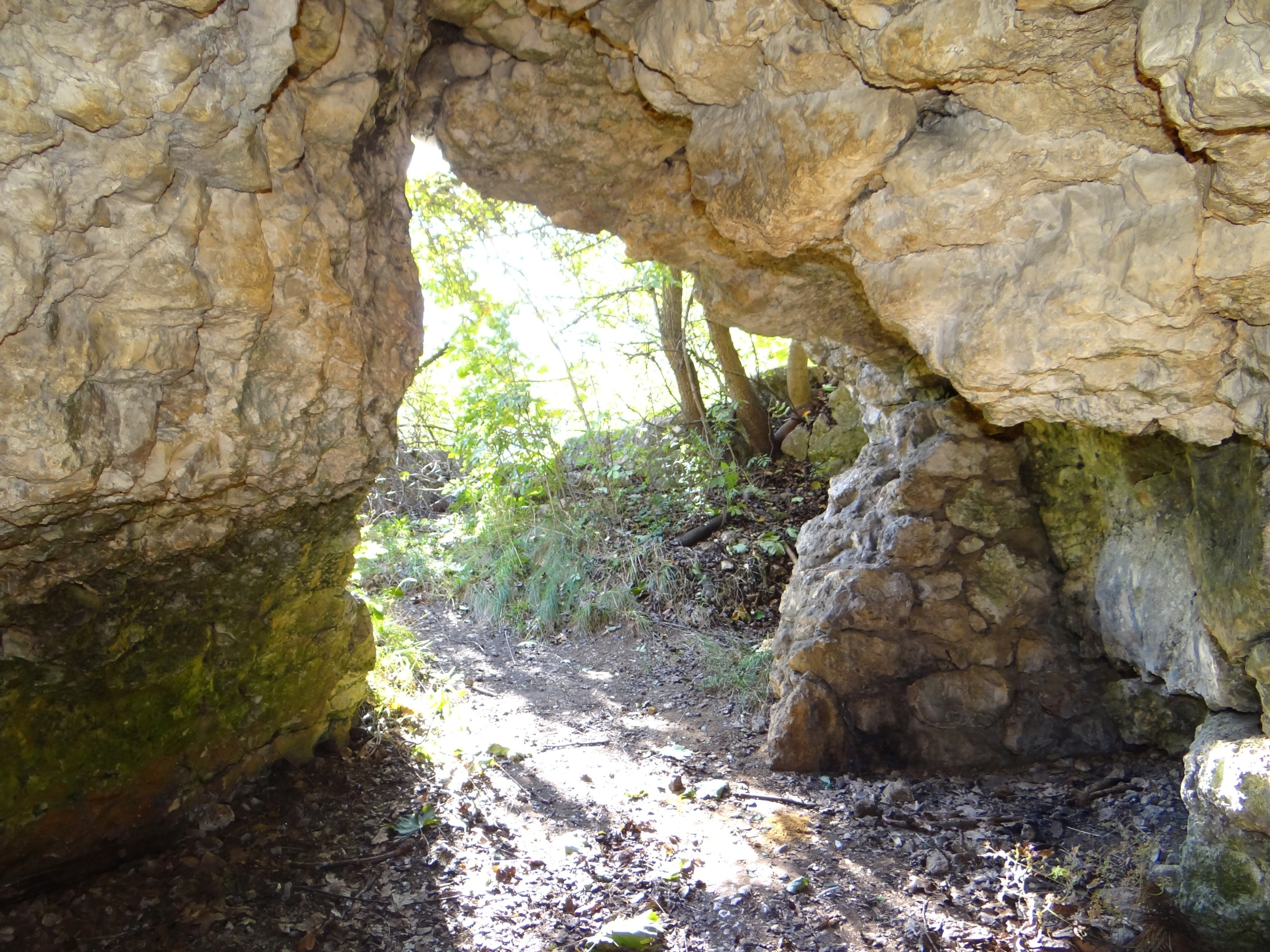
Jaskinia Twardowskiego
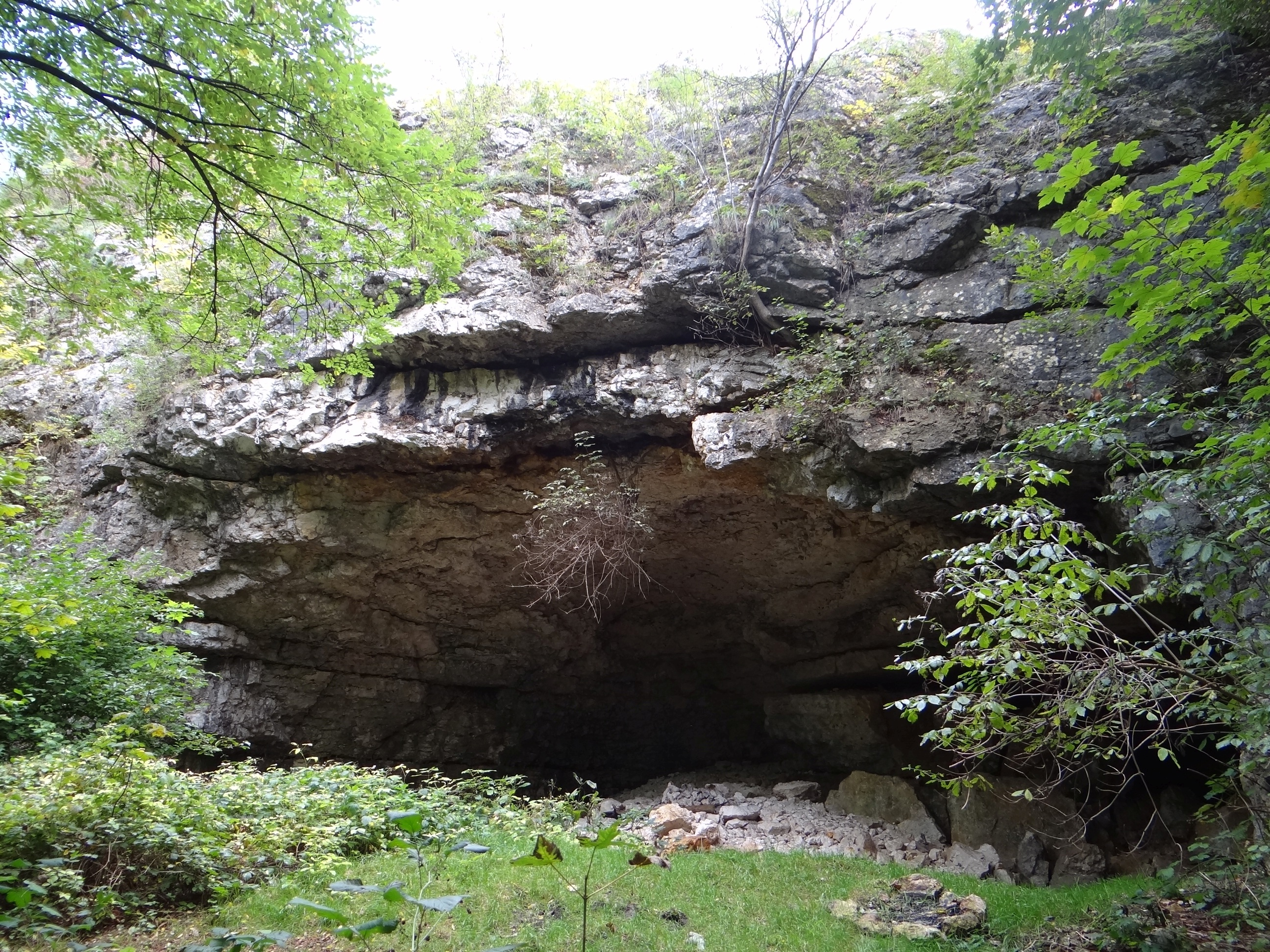
Jaskinia Jasna
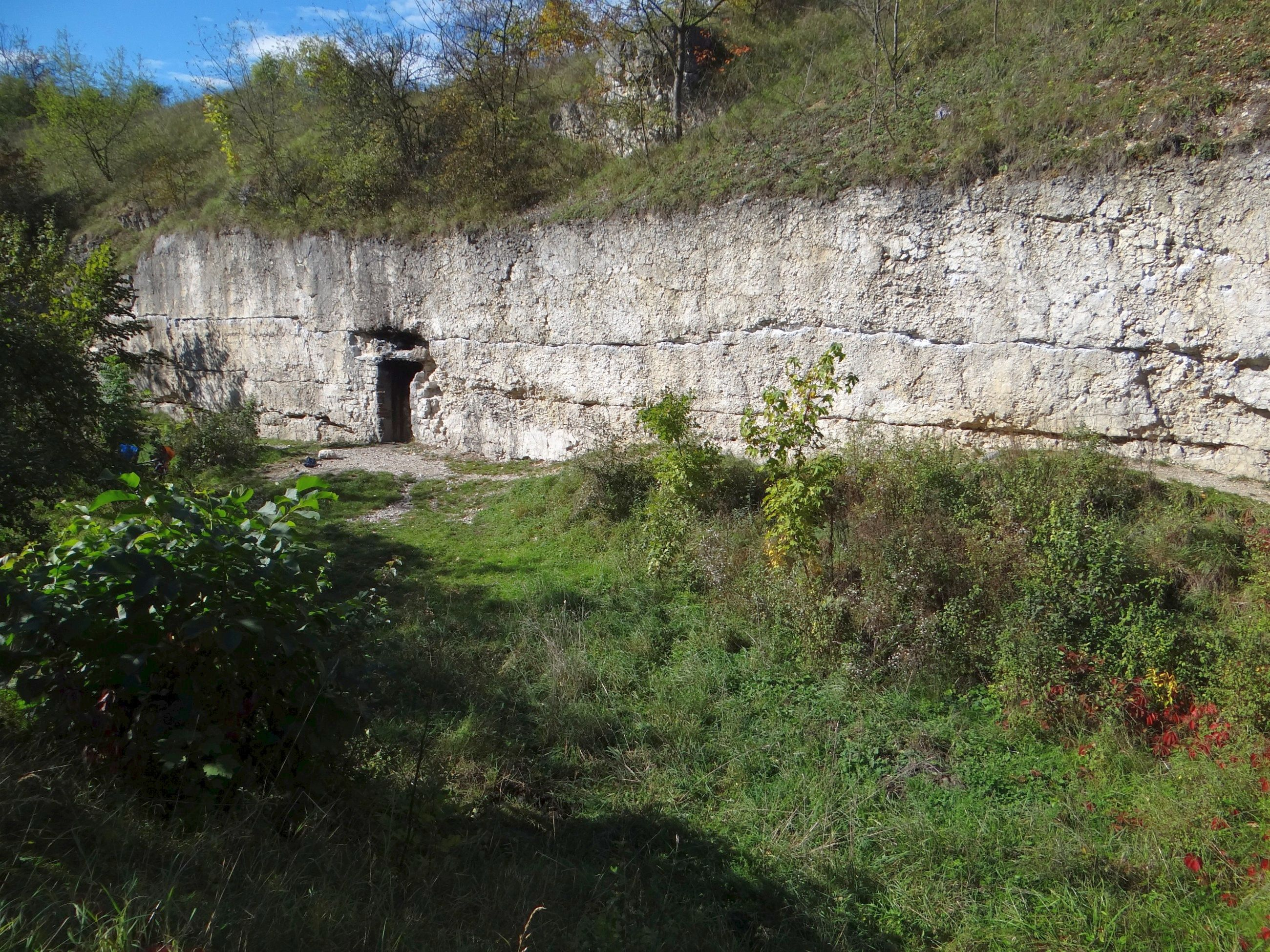
Sadystówka

## Wspinanie i rekreacja
Skałki Twardowskiego to dla naskalnego sportu rejon historyczny, wspinano się tutaj już ponad 100 lat temu. Zakrzówek upodobała sobie m.in. czołówka krakowskich wspinaczy z lat 70. i 80. XX wieku. Rejon Zakrzówka wciąż cieszy się wielką popularnością wśród wspinaczy skalnych z Krakowa. Zapewne jednym z powodów jest obecność dużej liczby dróg wspinaczkowych, wyposażonych w stałą asekurację. Ze względu na popularność tego miejsca i długotrwałą jego eksploatację doszło do specyficznej formy erozji skał – wyślizgania powierzchni skalnych i chwytów, wykonanych wzdłuż istniejących dróg wspinaczkowych.
Wspinaczka odbywa się na skałach, będących pozostałością dawnego kamieniołomu Kapelanka. Są to przeważnie mury skalne o wysokości dochodzącej do 32 m. W przewodniku wspinaczkowym Pawła Haciskiego wyróżnione są sekcje, występujące na tych murach: Baba Jaga, Ciąża, Freney, Niski Mur, Problemówka, Rdzawe Zacięcie (wraz z sektorami Czarne Zacięcie i Podcięta Ścianka), Szara Ścianka, Sadystówka. P. Haciski poleca do wspinaczki tylko Freneya, Babę Jagę, Problemówkę i częściowo Szarą Ściankę. Na pozostałych ścianach występuje kruszyzna. Niektóre fragmenty murów skalnych udostępnione są do drytoolingu. Możliwe jest uprawianie drytoolingu również zimą.
W kwietniu 2007 r. – i później – kręcono tu zdjęcia do filmu Deklaracja nieśmiertelności, przedstawiającego sylwetkę czołowego wspinacza Piotra Korczaka.
Skałki są jednym z obiektów na Szlaku Lasów Miejskich Krakowa. Jedną z wiodących przez nie uliczek nazwano ulicą Elvisa Presleya, przy niej znajduje się też jego pomnik. W pobliżu Skałek Twardowskiego znajdują się
dwa przystanki MPK: „Os. Robotnicze” i „Pychowice”. Przy ul. Pietrusińskiego znajduje się parking dla samochodów.